# Škoda MU-6
De MU-6 was een prototype lichte tank, ontworpen en gebouwd door het Tsjecho-Slowaakse Škoda in 1933-1934. Het ontwerp was gebaseerd op de Carden Loyd tankette en een opvolger van de  Škoda MU-4 en MU-2. De tank werd niet geaccepteerd door het Tsjecho-Slowaakse leger en het project werd daarom stopgezet in 1934.

## Ontwikkeling
Aan het begin van de jaren dertig ontwierp Škoda haar eerste tanks en tankettes, namelijk de MU-serie. De ophanging was bij deze voertuigen vrijwel identiek aan dat van de Britse Carden Loyd Mk. VI tankette, alhoewel Škoda geen licentie bezat. Nadat het leger Škoda te kennen had gegeven dat ze een voertuig met meer vuurkracht wilden ontwikkelden zij de MU-4 door tot de MU-6. In principe was dit een verlengde tankette met een koepel waarin een kanon was gemonteerd en technisch gezien dus een lichte tank was.
Nadat er in 1933 met de tank tests waren uitgevoerd besloot het leger om het voertuig niet in dienst te nemen. Škoda bouwde, als reactie hierop, de MU-6 om tot de PUV-6. Helaas voor Škoda werd ook dit voertuig niet geaccepteerd. Na de tegenslagen met de MU-serie stopte Škoda met het gebruik van het Carden Loyd chassis en werden eigen ontwerpen gebruikt.

## Ontwerp
Het chassis werd ten opzichte van de MU-4 met een wiel verlengd. Er werd een krachtigere motor in geplaatst, namelijk een Škoda-Fiat 6-cilinder, luchtgekoelde benzinemotor met een vermogen van 55 pk bij 2700 omwentelingen per minuut, en in plaats van twee bestond de bemanning nu uit drie leden.Twee machinegeweren werden in de romp geplaatst. Het Škoda A2 47 mm kanon was gemonteerd in de toren en had een elevatie van −10° tot +45°.